# Temné terárium
Temné terárium je v pořadí druhá kniha v sérii Řada nešťastných příhod od Daniela Handlera, jenž ji vydal pod pseudonymem Lemony Snicket.

## Děj
Po velmi zlé zkušenosti s hrabětem Olafem převeze pan Poe Violet, Klause a Sunny k jejich vzdálenému příbuznému, strýčkovi Montymu, který je členem herpetologické společnosti. U strýčka se mají všichni tři dobře, ale jen do té doby, než se objeví nový pomocník – sourozenci Baudelairovi ani chvíli neváhají a okamžitě je jim jasné, že je to hrabě Olaf, i když si změnil jméno. 
 Stephano, jak si teď zloduch říká, nemá jet na výpravu do Peru, protože strýček Monty z obavy, že by mohl být členem herpetologické společnosti a ukrást mu hada, jehož sám objevil a pojmenoval Neuvěřitelně smrtící zmije, roztrhal jeho lodní lístek na palubu parníku Prospero. Olaf ale musí jet, aby se mohl zmocnit dětí a jejich majetku, proto otráví strýčka jedem Mamby zákeřné, načež ubohý herpetolog okamžitě umírá. Hrabě Olaf přinutí sourozence nasednout do svého auta a vyráží s nimi k přístavu. Ve spěchu si však nevšimne auta pana Poea a nabourá. Vrací se proto do domu strýčka Montyho, kde se Violet, Klaus a Sunny snaží přesvědčit pana Poea, říkají mu, že Stephano je ve skutečnosti hrabě Olaf. Natvrdlý bankovní úředník jim samozřejmě nevěří, ale pravda vyjde díky Violet najevo. Lstivý hrabě však znovu uniká spravedlnosti. Pomůže mu při tom muž s háky místo rukou. Na tento díl navazuje třetí kniha nazvaná Široké okno.